# Halit (Name)
Halit ist ein türkischer männlicher Vorname arabischer Herkunft, der auch in Balkanländern vorkommt. Die arabische Schreibung lautet خالد (Chālid). Eine seltener auftretende Variante ist Halid. Die weibliche Form des Namens ist Halide.

## Namensträger

### Osmanische Zeit
- Cibranlı Halit Bey (1882–1925), kurdischer Soldat in der osmanischen und türkischen Armee, Vorsitzender der kurdischen Organisation Azadî

### Vorname Halit / Halid
- Halit Akçatepe (1938–2017), türkischer Schauspieler
- Halit Balamir (1922–2009), türkischer Ringer
- Halit Edip Başer (1942–2021), türkischer General
- Halid Bešlić (* 1953), bosnischer Folksänger
- Halit Çelenk (1922–2011), türkischer Jurist
- Halit Deringör (1922–2018), türkischer Fußballspieler, -trainer und -funktionär
- Halit Ergenç (* 1970), türkischer Schauspieler
- Refik Halit Karay (1888–1965), osmanisch-türkischer Autor
- Halid Muslimović (* 1960 oder 1961), bosnischer Folksänger
- Halit Toroslu (1924–2020), türkischer General
- Halit Ünal (* 1951), türkisch-deutscher Schriftsteller
- Halid Ziya Uşaklıgil (1866–1945), türkischer Schriftsteller
- Halit Yozgat (1985–2006), Kasseler Opfer einer Neonazi-Mordserie

### Vorname Halide
- Halide Edib Adıvar (1884–1964), türkische Dichterin, Schriftstellerin und Revolutionärin